# Лаптєво
Ла́птєво (рос. Лаптево, марій. Лапчын) — присілок у складі Сернурського району Марій Ел, Росія. Входить до складу Сердезького сільського поселення.

## Населення
Населення — 29 осіб (2010; 23 у 2002).
Національний склад (станом на 2002 рік):
- росіяни — 44 %
- марі — 43 %